# Hoogheemraadschap van de Lekdijk Benedendams en de IJsseldam
Het Hoogheemraadschap van de Lekdijk Benedendams en de IJsseldam was een waterschap in de provincie Utrecht. Het werd gesticht in 1327. Doel was om de dijk langs de noordzijde van de Lek te onderhouden en zo overstromingen van het achterland te voorkomen, van de dam in de Hollandse IJssel bij Klaphek onder Vreeswijk tot Schoonhoven. Het Hoogheemraadschap was gevestigd in het Dijkhuis in Jaarsveld.
Een tegenhanger was het Hoogheemraadschap van de Lekdijk Bovendams, dat zorg droeg voor het stroomopwaarts gelegen Utrechtse gedeelte van de Lekdijk, tussen  Klaphek en Amerongen.
Gijsbert Franco von Derfelden van Hinderstein tekende in de periode 1821-1829 een aantal kaarten van het Hoogheemraadschap.
In 1974 ging het Hoogheemraadschap van de Lekdijk Benedendams en de IJsseldam op in het Waterschap Lopikerwaard.